# Sentino
Sentino, de son vrai nom Sebastian Enrique Álvarez Pałucki (né le 8 juin 1983 à Berlin), est un producteur et rappeur allemand.

## Biographie
Sebastian Álvarez Pałucki grandit auprès de sa mère polonaise après que son père chilien ait quitté la famille. Il vit ensuite quelque temps chez des proches à Varsovie. Il quitte l'école très tôt pour se consacrer, selon ses propres dires, au rap. À 15 ans, il se produit sur la scène freestyle Royal Bunker. C'est là qu'il rencontre le rappeur Joe Rilla du groupe de hip-hop Analphabeten. Il part en tournée avec eux et participe à leur album.
En octobre 2006 sort la mixtape Ich Bin Deutscher Hip Hop, comme les mixtapes précédentes, chez 5 vor 12. Les beats sont réalisés par le producteur de Headrush Roe Beardie, Monroe, Brisk Fingaz, Ilan et les Drama Monks.
Son nouvel album Smile est annoncé pour fin janvier 2021 et sorti le 5 mars 2021. En 2022, les médias rapportent ses liens avec la mafia de Pruszkow et son chef Andrzej Banasiuk, alias « Słowik ».

## Discographie

### Albums studio
- 2002 : Kunst des Krieges
- 2006 : Ich bin deutscher Hip Hop
- 2012 : Stiller Westen
- 2017 : Sentinos Way 3 – Sohn des Paten
- 2020 : Zabójstwo liryczne III
- 2020 : Zabójstwo liryczne 0 - Duc de Pologne
- 2021 : Smile
- 2021 : Czary Mary
- 2021 : Fenix
- 2021 : King Sento
- 2022 : Aporofobia
- 2022 : Megalomania
- 2022 : ZL4EVER
- 2023 : Kolysanki Dla Ulicy
- 2023 : Wo ist mein Geld

### Mixtapes
- 2005 : Sentino’s Way – Fall und Aufstieg
- 2005 : Sentino’s Way II – La Vida Loca
- 2007 : Sentino … und stolz drauf
- 2014 : Zabójstwo Liryczne (Get Money Live Life)
- 2014 : Wilder Westen (album de remix)
- 2015 : Zabójstwo Liryczne 2.0 (Get Money Live Life)
- 2018 : Zabójstwo Liryczne 3.0
- 2020 : 20/20

### EP
- 2018 : El Malo[5]
- 2019 : Ganando la vida

### Singles
- 2006 : Ich bin deutscher Hip Hop
- 2016 : Tatuażyk (Step Records ; sur Zabójstwo Liryczne 3.0)
- 2016 : Ingenieur des Verbrechens (Get Money Live Life ; sur Sentinos Way 3 – Sohn des Paten)
- 2017 : Milieu (Get Money Live Life ; sur Sentinos Way 3 – Sohn des Paten)
- 2017 : Zapytaj O Mnie (feat. Malik Montana)
- 2017 : Skąd Ty To Znasz (feat. Diho)
- 2017 : Czarna chmura (Step Records)
- 2021 : Rio (PL :  Platine)[6]
- 2021 : Algeciras (PL :  Platine[6])
- 2021 : Ostatnia nocka ale to Drill (avec Maciej Maleńczuk feat. Yugopolis, PL :  Platine[6])
- 2022 : Powww! (PL :  Platine x2[6])
- 2022 : Trójkąt Bermudzki (avec Nitro et Masny Ben, PL :  Platine[6])
- 2022 : Lato (PL :  Platine x3[6])
- 2022 : Midas (PL :  Platine[6])
- 2023 : Kosmos (PL :  Platine[6])
- 2023 : Skandal (PL :  Or[6])